# Adriana Barraza
Adriana Barraza, née le 5 mars 1956, est une actrice mexicaine.
Les films les plus célèbres dans lesquels elle a participé sont Amours chiennes et Babel, pour lequel elle a été nommée pour un Oscar du cinéma, un  Golden Globe Award, un Broadcast Film Critics Association Award et un Screen Actors Guild Award pour la meilleure interprétation féminine. Elle reçoit un prix Platino d'honneur en 2018.

## Filmographie

### Télévision
- 1994 : Imperio de cristal (3 Episodes) : Flora
- 2003 : Clase 406 (3 Episodes) : Mabel
- 2007 : Urgences (1 Episode) : Dolores Salazar
- 2008 : Les Experts : Miami (1 Episode) : Carmen Delko
- 2012 : Capadocia (5 Episodes) : Silvia Islas
- 2014-2016 : The Strain (8 Episodes) : Guadalupe Elizalde
- 2015 : Dueños del paraíso (61 Episodes) : Irene Medrano
- 2016-2017 : Silvana sin lana (116 Episodes) : Trinidad 'Trini' Altamirano
- 2018 : Le Détenu (4 Episodes) : Elsa Mendoza
- 2018 : Al otro lado del muro (60 Episodes) : Carmen Rosales de Romero
- 2020 : Penny Dreadful : City of Angels : Maria Vega
- 2022 : Journal d'un gigolo : Minou

### Cinéma
- 1998 : Ma première nuit : la mère de Bruno
- 2000 : Amours chiennes : la mère d'Octavio
- 2006 : Babel : Amelia
- 2008 : Henry Poole : Esperanza Martinez
- 2009 : Jusqu'en enfer : Shaun San Dena
- 2009 : Rage : Anita
- 2010 : And Soon the Darkness : Rosamaria
- 2011 : Thor : Isabela Alvarez
- 2011 : From Prada to Nada : Aurelia Jimenez
- 2014 : Cake : Silvana
- 2015 : Wild Horses : Mme Davis
- 2015 : Les 33 : Marta Salinas
- 2019 : Rambo: Last Blood : Maria Beltran
- 2019 : Dora et la Cité perdue (Dora and the Lost City of Gold) : Abuela Valerie
- 2020 : C'est nous les héros (We Can Be Heroes) de Robert Rodriguez : Grandma Moreno
- 2023 : Blue Beetle d'Angel Manuel Soto

## Voix françaises
- Brigitte Virtudes dans :
  - Henry Poole (2008)
  - Cake (2014)

- Frédérique Cantrel dans Amours chiennes (2000)
- Ethel Houbiers dans Jusqu'en enfer (2009)
- Magali Rozenweig dans The Strain (2014-2016)
- Colette Nucci dans Rambo: Last Blood (2019)
- Cathy Cerda dans Dora et la Cité perdue (2019)
- Colette Marie dans C'est nous les héros (2020)
- Sophie Chenko dans Penny Dreadful: City of Angels (2020)